# Julio Getúlico
Julio Getúlico (Iulius Gaetulicus) fue un político y senador del Imperio Romano en el siglo III .
En 222 - 224 fue gobernador de la provincia de Mesia Inferior.